# 刚毛假糙苏
刚毛假糙苏（学名：Paraphlomis hispida），为唇形科假糙苏属下的一个种。

## 扩展阅读
維基物種上的相關：刚毛假糙苏